# Gierałtowiczki
Gierałtowiczki (deutsch Gieraltowiczki) ist eine Ortschaft mit einem Schulzenamt der Gemeinde Wieprz im Powiat Wadowicki der Woiwodschaft Kleinpolen in Polen.

## Geographie
Gierałtowiczki liegt im Auschwitzer Becken (Kotlina Oświęcimska) am Bach Stronik.
Nachbarorte sind Piotrowice im Norden, Łowiczki und Rudze im Nordosten, Gierałtowice im Süden, Głębowice im Westen.

## Geschichte

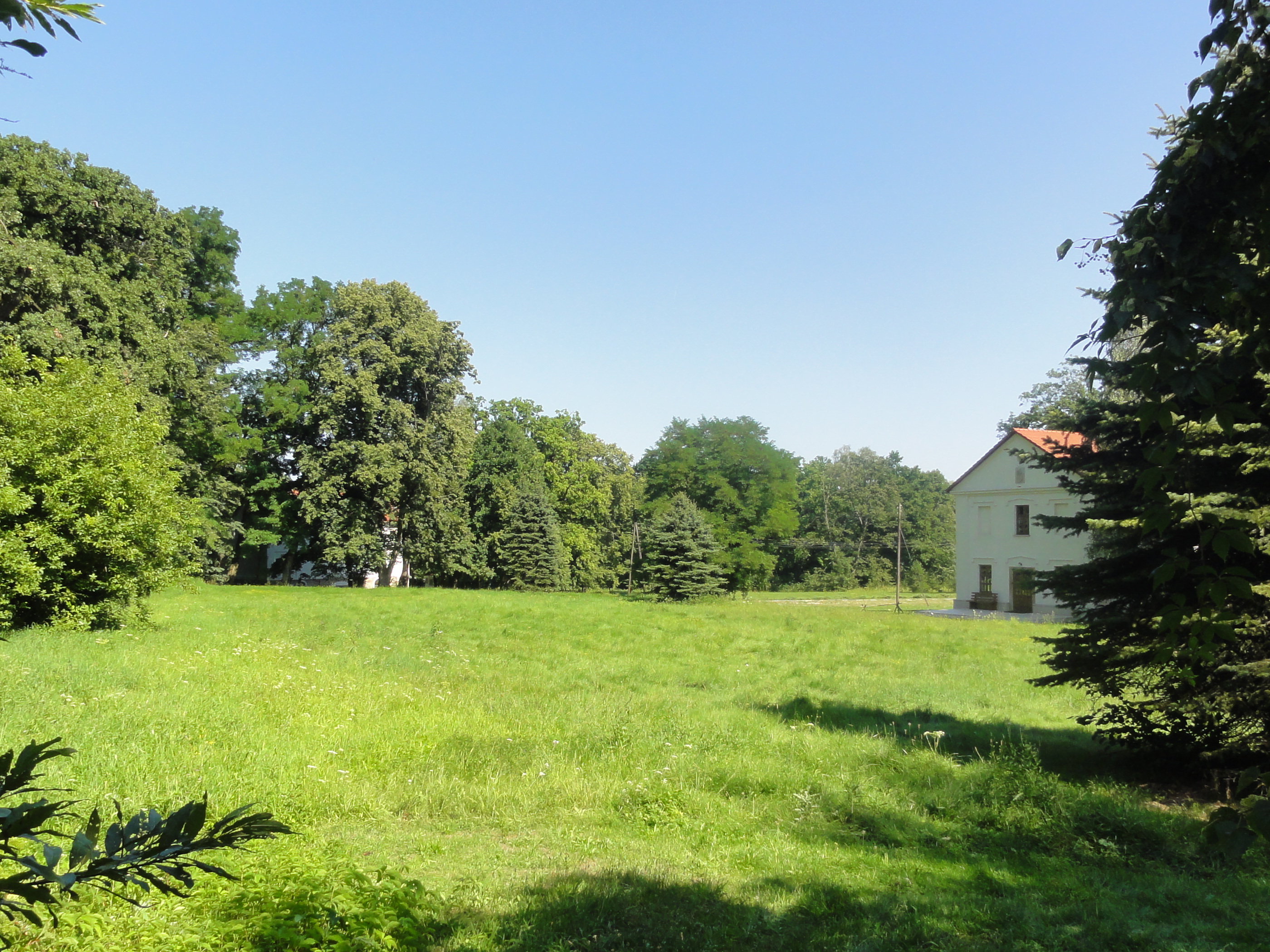
Ehemaliges Gutsgebiet

Der Ort im Kreis Schlesien der Woiwodschaft Krakau entstand um 1664 auf dem Grund des Vorwerks des Dorfs Gierałtowice (der Name ist eine diminutive und plurale Form von Gierałtowice).
Bei der Ersten Teilung Polens kam Gierałtowiczki 1772 zum neuen Königreich Galizien und Lodomerien des habsburgischen Kaiserreichs (ab 1804). Ab 1782 gehörte das Dorf zum Myslenicer Kreis (1819 mit dem Sitz in Wadowice). Nach der Aufhebung der Patrimonialherrschaften bildete es ab 1850 eine Gemeinde im Bezirk Wadowice.
In der zweiten Hälfte des 19. Jahrhunderts wurde der Gutshof der Besitzer, der Familie Dunin, errichtet.
1918, nach dem Ende des Ersten Weltkriegs und dem Zusammenbruch der k.u.k. Monarchie, kam Gierałtowiczki zu Polen. Unterbrochen wurde dies nur durch die Besetzung Polens durch die Wehrmacht im Zweiten Weltkrieg. Es gehörte dann zum Landkreis Bielitz im Regierungsbezirk Kattowitz in der Provinz Schlesien (seit 1941 Provinz Oberschlesien).
Von 1975 bis 1998 gehörte Gierałtowiczki zur Woiwodschaft Bielsko-Biała.